# Mequinez (prefeitura)

Bandeira da prefeitura

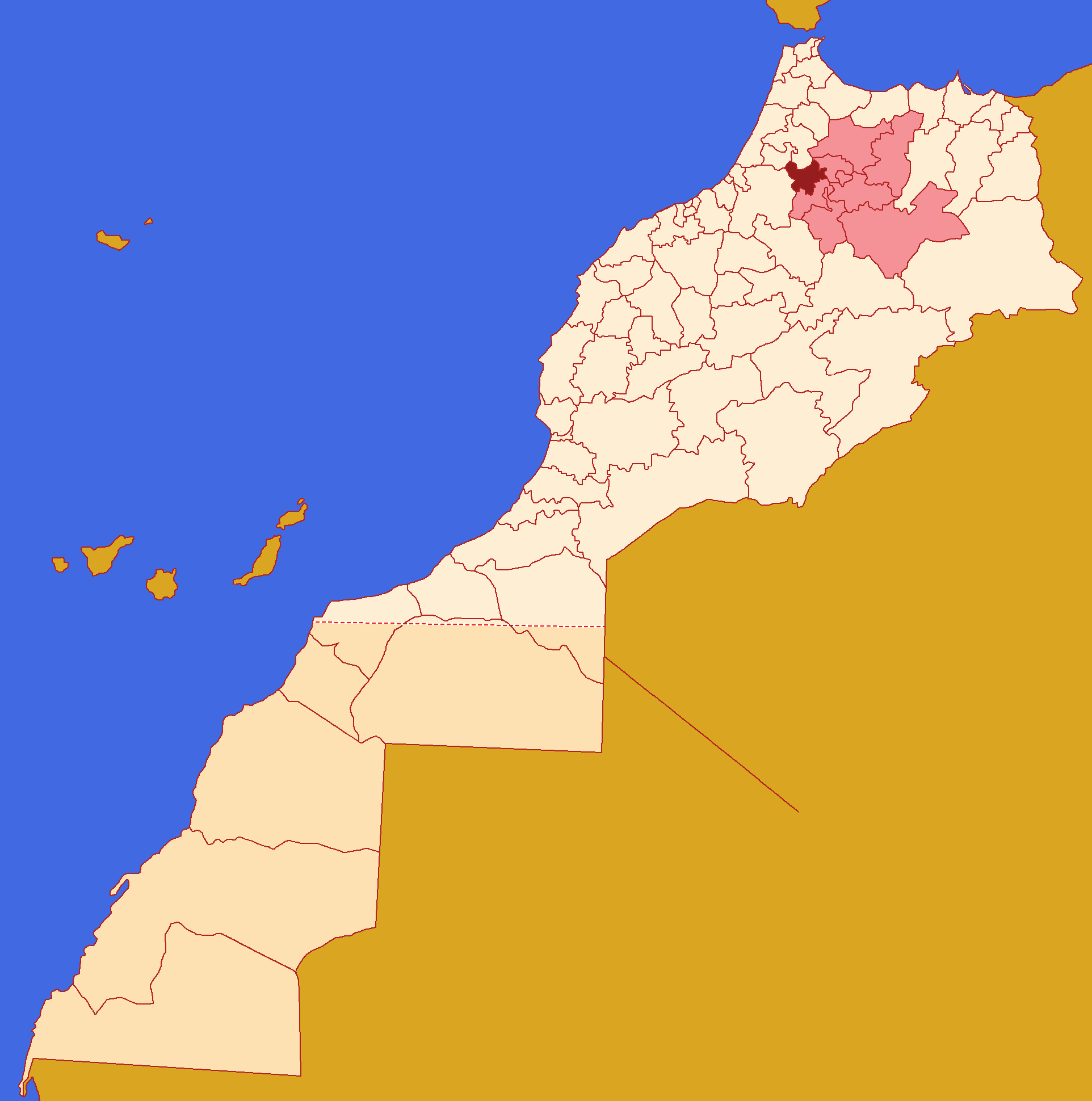
Localização da prefeitura em Marrocos

Mequinez (Meknès) é uma prefeitura de Marrocos, que pertence administrativamente a região de Fez-Mequinez. A sua capital é a cidade de Mequinez.

## Características geográficas
Superfície: 1.786 km²
População total: 835.695 habitantes (em 2014)